# إيمي هيلر
إيمي هيلر هي مؤرخة سويسرية، ولدت في 11 أغسطس 1951.